# 국민의회 (불가리아)
불가리아 국민의회(불가리아어: Народно събрание)는 불가리아의 입법부이다.